# エナンティオルニス
エナンティオルニス(Enantiornis)はエナンティオルニス類の鳥類の属である。タイプ種は現在は唯一の種となっているE. lealiで、化石はアルゼンチン、コルドバ州のエルブレテ（es）にある白亜紀後期の堆積岩から発見された。
現在発見されているエナンティオルニス類では最大級で、（尾を含む）全長は成体で1 mに達し、中型のハゲワシやワシの生態的地位を占めていたと考えられる。
E. lealiは肉食性の可能性のある別のエナンティオルニス類アヴィサウルス（Avisaurus）にある程度近縁であるが、正確な系統関係ついては明確になっていない。独自の科エナンティオルニス科（Enantiornithidae）に分類されている。
アジアで発見された他の種がかつてこの属に分類されていたことがあったが、現在では分離されている。元のEnantiornis martiniは現在インコロルニス（Incolornis）に、元Enantiornis walkeriはエクスポルニス（Explorornis）に分類されている。かつてエナンティオルニス属に分類されていた理由はエナンティオルニス類の多様性が過小評価されていたためである。

## 参照
1. ↑  Walker, C.A. (1981) New subclass of birds from the Cretaceous of South America. Nature 292:51–53.